# 梅尔茨
梅尔茨（德語：Melz）是德国梅克伦堡-前波美拉尼亚州的市镇，隶属于梅克伦堡湖区县。总面积为18.04平方千米，截至2023年12月31日总人口为322人。